# Тянь Цзя
Тянь Цзя (кит. упр. 田佳, пиньинь Tián Jia, род. 9 февраля 1981) — китайская волейболистка, призёрка Олимпийских игр по пляжному волейболу.
Тянь Цзя родилась в 1981 году в Тяньцзине. В 2002 году она стала чемпионкой Азиатских игр, в 2005 и 2006 году завоёвывала бронзовые медали на Азиатских играх и чемпионате мира, в 2007 году завоевала серебряную медаль чемпионата мира, в 2008 году в паре с Ван Цзе она стала серебряной призёркой Олимпийских игр.